# Brücke des Slowakischen Nationalaufstandes
Die Brücke des Slowakischen Nationalaufstandes in Bratislava (slowakisch offiziell Most SNP, kurz für Most Slovenského národného povstania, ab 1993 bis 29. August 2012 offiziell Nový most – Neue Brücke; in August 2012 wurde sie wieder in Most SNP zurück umbenannt) ist eine zwischen 1967 und 1972 nach einem Entwurf von Arpád Tesár (Bauingenieur), Jan Lacko (Architekt) und Ivan Slameň (Architekt) errichtete Straßenbrücke über die Donau, die den Namen nach dem Slowakischen Nationalaufstand 1944 trägt. Sie ist die bekannteste der sechs Donaubrücken in der Stadt und verbindet den Stadtteil Petržalka mit der Altstadt (Staré Mesto) von Bratislava.

## Konstruktion
Sie ist als asymmetrische Schrägseilbrücke mit einer Hauptspannweite von 303 m ausgeführt. Ihre Stahlkonstruktion hängt an Seilen, die auf der Seite von Petržalka in zwei Pfeilern verankert sind. Die Gesamtlänge der Donaubrücke beträgt 430,8 Meter, die Breite beträgt 21 Meter und ihr Gewicht 7.537 Tonnen. Im Jahr 2001 wurde die Brücke zum „Bauwerk des Jahrhunderts“ erklärt.

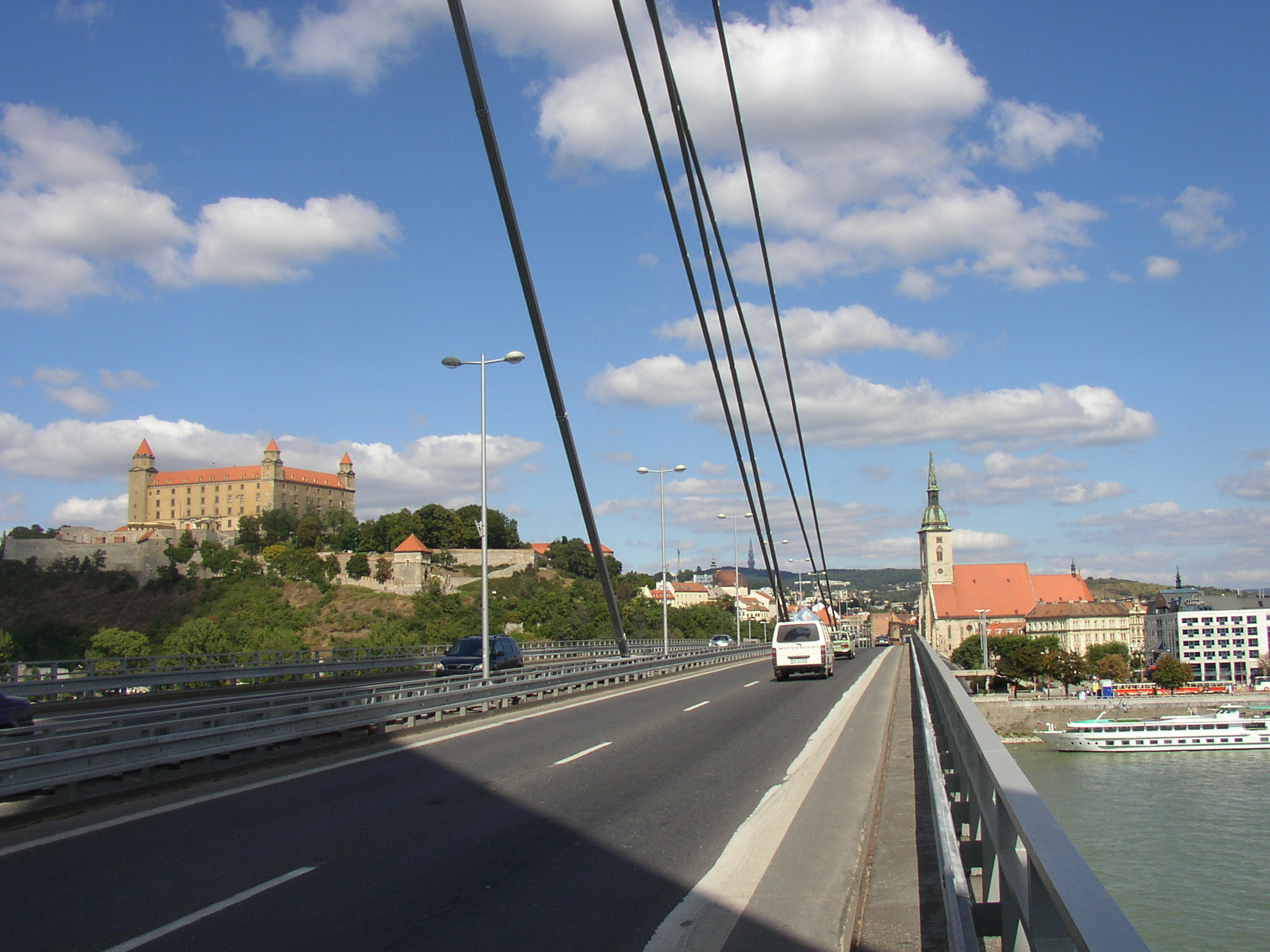
Brücke des Slowakischen Nationalaufstandes auf dem Fahrbahnniveau; links Burg Bratislava, rechts Martinsdom

Auf der Brücke sind je Fahrtrichtung zwei Fahrstreifen vorhanden. Unterhalb des Fahrbahnniveaus befinden sich beidseitig Fußwege. Am südlichen Ende schließt die Brücke an die Straße Panónska mit Fahrtrichtungsteilern von Petržalka an. Neben der Brücke befindet sich der Janko-Kráľ-Park. Auf der Nordseite besteht eine Anschlussstelle an die entlang der Donau führende Uferstraße Nábrežie arm. gen. L. Svobodu, während die Fahrbahn selbst als die Staromestská weiter in die Altstadt führt. Direkt unter der Anschlussstelle, die auch die Auffahrtsrampe zur Brücke bildet, befindet sich ein Busbahnhof mit Straßenbahnanschluss und Bussen nach Wien.
Beim Bau wurde ein Teil der Altstadt (z. B. jüdisches Viertel und neologe Synagoge) abgerissen, um Platz für Zubringer und die Brücke selbst zu schaffen.

## Turmrestaurant

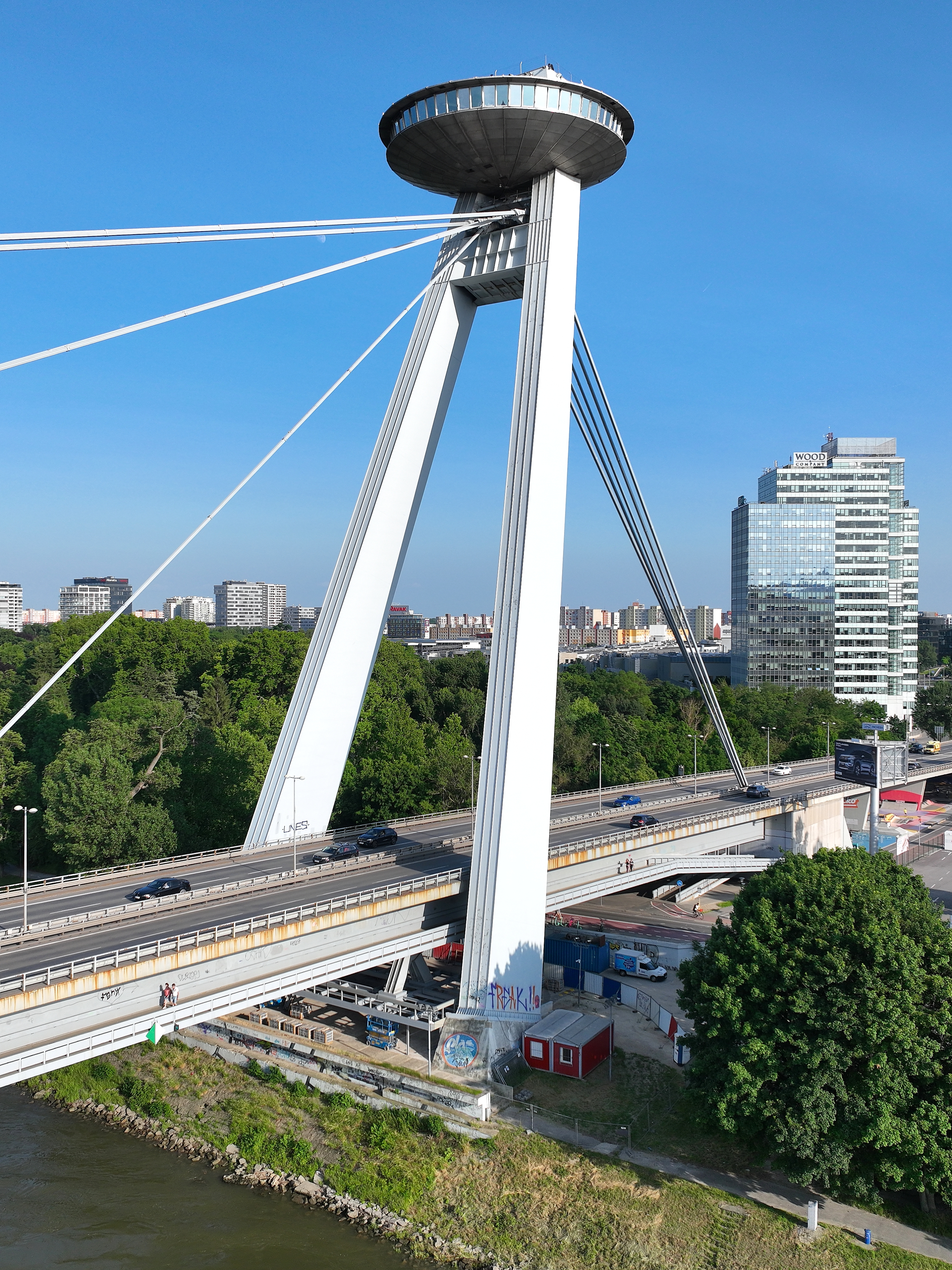
Pylon mit Turmrestaurant und Aussichtsplattform

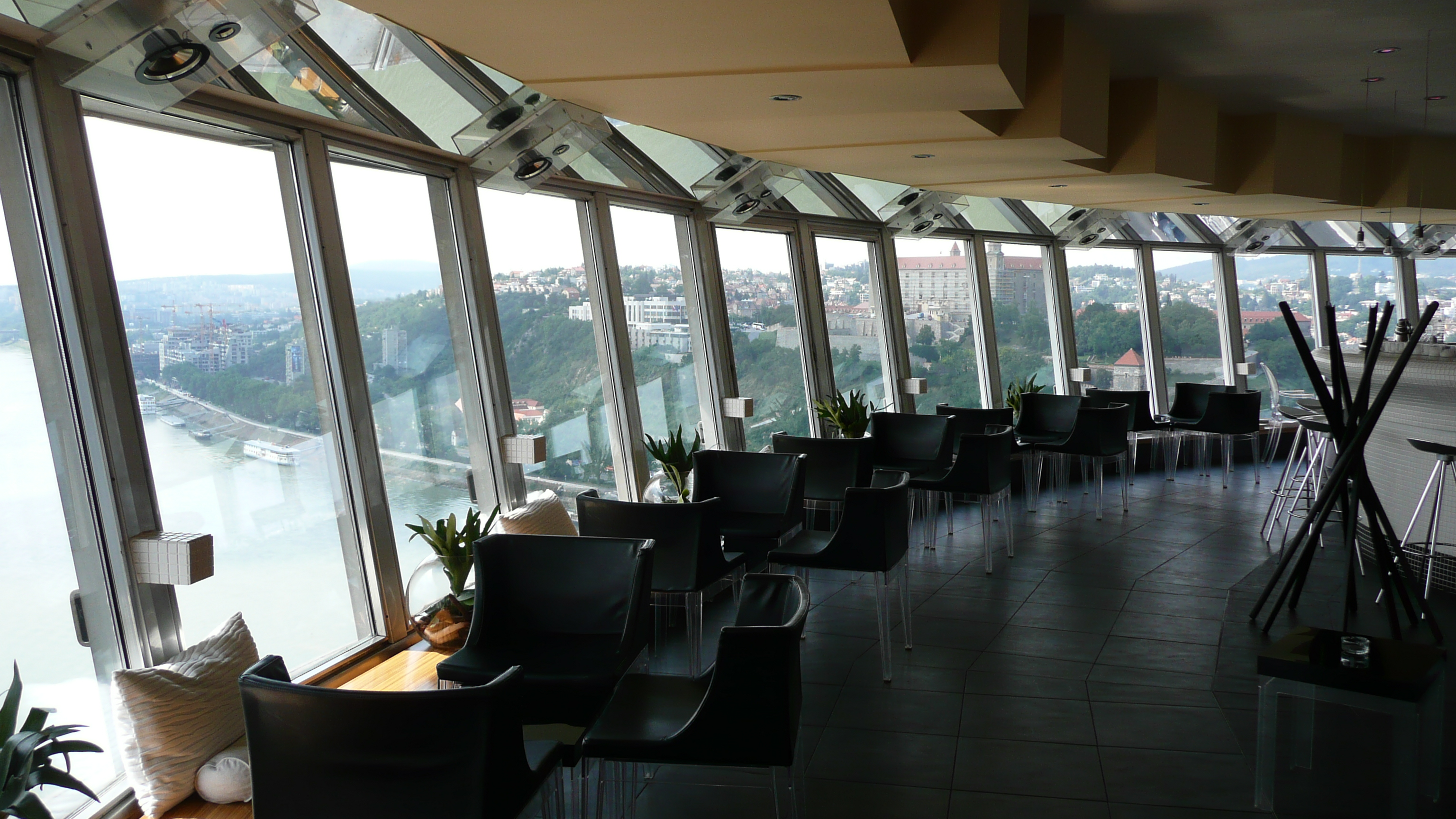
Das Innere des Restaurants

Eine besondere Attraktion ist das in 80 Meter Höhe befindliche Turmrestaurant in UFO- beziehungsweise Schiffsform auf dem 84,6 Meter hohen Pylon der Brücke. Das 1974 eröffnete Restaurant hieß früher Bystrica, wurde aber 2003 geschlossen und am 15. Juni 2005 unter der Bezeichnung Ufo neu eröffnet. Über einen Aufzug im linken Pfeiler (vom Norden aus gesehen) gelangt man ins Restaurant, welches einen guten Ausblick auf die Stadt bietet. Oberhalb des Restaurants befindet sich in 95 Meter Höhe noch ein Aussichtspunkt. Der rechte Pfeiler verfügt über eine Nottreppe mit 430 Stufen. Am 16. Juni 2013 fand dort mit dem Ufo Vertical Sprint erstmals ein Treppenlauf statt, der zu den Masters-Rennen im Treppenlauf-Weltcup zählt.

## Geschichte

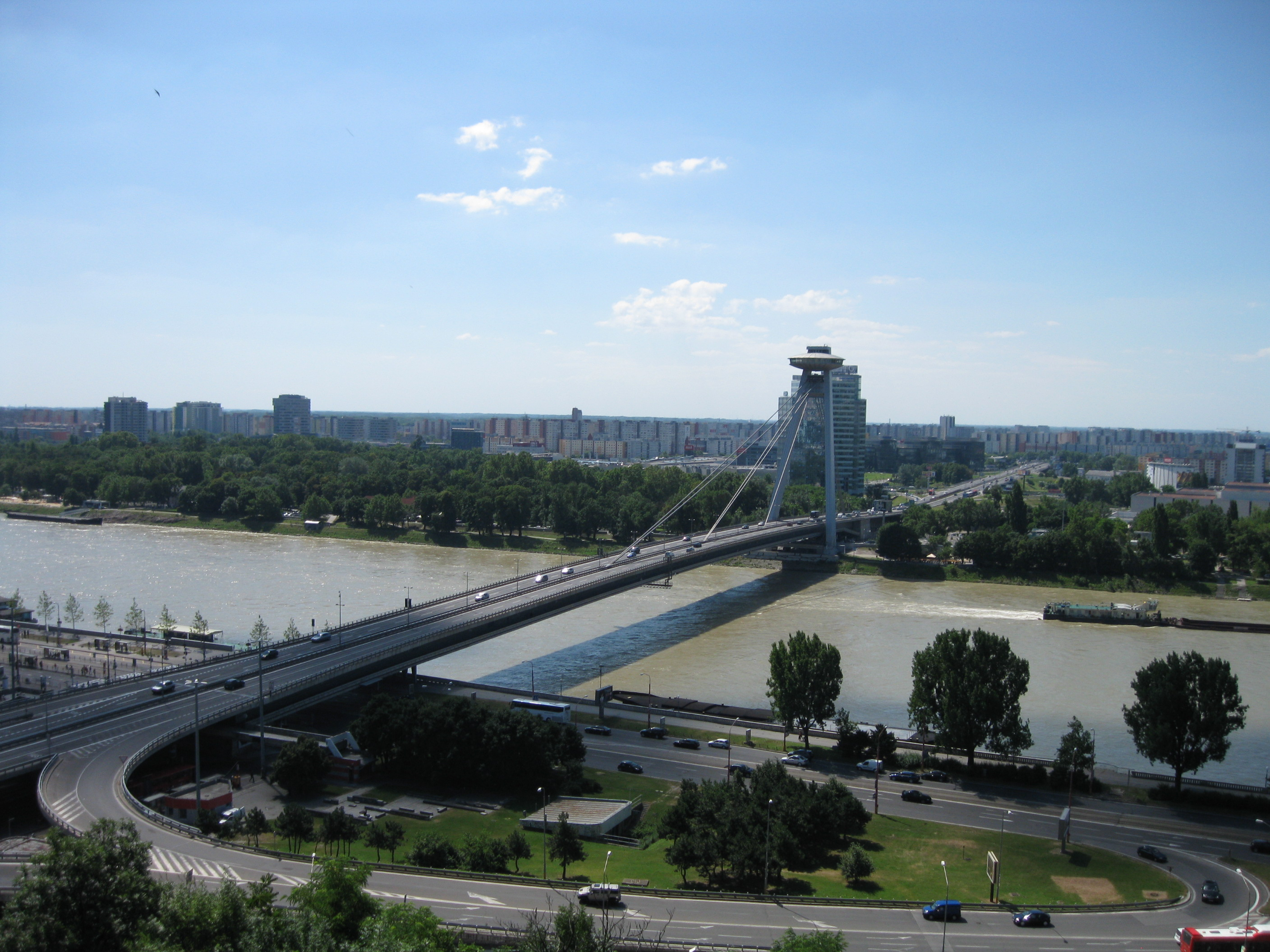
Brücke des Slowakischen Nationalaufstandes 2010

Für die Brücke, welche die 1945 durch die Rote Armee wieder errichtete ehemalige Franz Josefs-Brücke (heute Alte Brücke) ersetzen sollte, hatte es drei Planungsvarianten gegeben. Eine westliche Variante, die aber wegen ihrer Grenznähe von Militär und Innenministerium  vehement abgelehnt wurde, eine östliche Variante am Winterhafen, die letztlich als zu wenig zentral galt, und die im Endeffekt gewählte altstadtnahe Trasse,  die 1963 im Bebauungsplan mit Gesetzeskraft festgelegt wurde. Trotz dieser Festlegung (Widerstand gegen den Plan galt als strafbares Vergehen) meldete sich im relativ liberalen Meinungsklima der sechziger Jahre Widerspruch, der vor allem  von Künstlern und Intellektuellen getragen wurde. Dabei ging es nicht so sehr um die Form und das Aussehen der Brücke an sich als um die Stadtautobahn, die damit notwendigerweise verbunden war. Diese hatte notwendig die Zerstörung des altstädtischen Fischplatzes (Rybné námestie) und des Stadtteils Podhradie (dt. Schlossgrund) und eine Straßenführung wenige Meter vom Martinsdom entfernt zur Folge, galt daher aus Gründen des Denkmalschutzes als problematisch. Die Zeitung "Směna" organisierte deshalb eine Diskussion "Brücke gegen Bratislava?" und in den Archiven der Stadt liegen Protestschreiben engagierter Bürger mit hunderten Unterschriften. Im Gefolge der Normalisierung der ČSSR nach der Niederschlagung des Prager Frühlings im August 1968 kam diese Diskussion zum Stillstand, nach 1989 wurden die Probleme der Brückenautobahn zwar wieder offen diskutiert, jedoch wurde bisher keine befriedigende und finanzierbare Lösung gefunden.